# マガジン (イギリスのバンド)
マガジン (Magazine) は、1977年から1981年まで活動した、イングランドのロック・バンド。バズコックスのオリジナル・メンバーだったハワード・ディヴォートが結成した。

## 概要
1977年にバズコックスを脱退したハワード・ディヴォートと、当時大学で美術を学ぶ学生だったジョン・マッギオークの2人を中心に結成された。パンクの余韻醒めやらぬ1978年にシングル「Shot by Both Sides」でデビュー。1981年の4枚目のアルバム『マジック、マーダー・アンド・ザ・ウェザー』リリース直前、リーダーであるディヴォートがアルバム先行シングル「About the Weather」のチャート・アクションに失望し、バンドの商業的成功が得られなかったことを理由に脱退し解散した。
2009年2月に英国で再結成ツアーを行い、2011年に30年振りとなるオリジナル・アルバム『No Thyself』をリリースした。

## 再結成
- 2008年7月に、2009年2月に再結成し英国の数カ所でコンサートを行うことが発表された。メンバーは「クラシック・ラインナップ」と呼ばれるハワード・ディヴォート、デイヴ・フォーミュラ、バリー・アダムソン、ジョン・ドイルの4人。この時点で、ジョン・マッギオーク亡き後のギタリストはTBC（未定）とされていたが、2008年11月13日に、アポロ440のノコが参加するとのアナウンス。また、コーラスとして、ツアーの前座を務めたIpso FactoのRosalie Cunningham（ボーカル、ギター）とSamantha Valentine（ベース）が参加。なお、コンサートの模様は、2009年7月にDVDにてリリースされた。
- ツアー日程

2009年2月10日 Carling Academy（オックスフォード）サポート：Ipso Facto
2009年2月12日 The Forum（ロンドン）サポート：Ipso Facto
2009年2月13日 The Forum（ロンドン）サポート：Ipso Facto
2009年2月14日 Academy 1（マンチェスター）サポート：Ipso Facto
2009年2月16日 Carling Academy（グラスゴー）サポート：Ipso Facto
2009年2月17日 Academy 1（マンチェスター）サポート：Ipso Facto、Linder
- 2009年夏に、欧州の2つのフェスティバルへ出演。

2009年7月17日 Benicassim Festival (Valencia、スペイン)
2009年7月19日 Latitude (Southwold、イングランド)
- その他の公演

2009年7月15日 The Plug（シェフィールド） (The Soap Show : Episode 2009’のウォームアップギグ)
- 'The Soap Show : Episode 2009’（アルバム『ザ・コレクト・ユース・オブ・ソープ』全曲再現ライブ）

2009年8月29日 Bridgewater Hall（マンチェスター）
2009年8月30日 Picture House（エディンバラ）
2009年9月01日 Royal Festival Hall（ロンドン）
- TV等出演

2009年10月13日 BBC2 "Later… with Jools Holland"（09年10月16日放送　インタビューとライブ収録）YouTube
2009年10月22日 BBC Electric Proms（ライブ生放送。12曲演奏）YouTube
- 2010年1月、Nokoを正式なメンバーとして迎え、新作の制作を開始。
- 2010年10月、バリー・アダムソン脱退　。ジョン・"スタン"・ホワイトが参加。
- 2011年10月24日に、30年ぶりとなるニュー・アルバム『No Thyself』をリリース。

## 評価
「ロキシー・ミュージックとヴェルヴェット・アンダーグラウンドの合体」とも評された、耽美的で屈折した独特の艶めかしい演奏感覚とディヴォートの歌い回し、エッジの効いたメロディアスなサウンド、シニカルで文学的な歌詞が特徴的。卓越した演奏力で、スケール感に富む陰鬱なニュー・ウェイヴ・サウンドからポップかつテクニカルなロックからファンク・チューンまで、変幻自在な音を奏でた。
「評論家の選ぶバンドだった」（マッギオーク談）との言葉通り、歌・演奏・歌詞ともに同時代のバンドの中では異色の存在感を示したが、商業的成功を得られなかった。しかし後年、1980年代ニュー・ウェイヴにおけるネオサイケデリアの源流として語られ、またレディオヘッドが影響を受けたと語ったことで再評価を受けている。
独特の演奏感覚を持つプレイヤー揃いのバンドであり、特にギタリストのジョン・マッギオークに関しての評価が高い。例えばジ・エッジ（U2）、ジョニー・マー（元ザ・スミス等）、ジョニー・グリーンウッド（レディオヘッド）、デイヴ・ナヴァロ（元ジェーンズ・アディクション）、ジョン・フルシアンテ（元レッド・ホット・チリ・ペッパーズ）ら錚々たる名手達が演奏面でギタリストのジョン・マッギオークに影響を受けたことを公言しており、特にフルシアンテは「マガジンとスージー・アンド・ザ・バンシーズでのマッギオークの演奏を覚えてギターの弾き方を学んだ」とまで語っている。

## メンバー
- ハワード・ディヴォート（Howard Devoto、1952年3月15日）：ボーカル 本名：Howard Andrew Trafford
- ジョン・マッギオーク（John McGeoch、1955年8月25日 - 2004年3月4日）：ギター、サックス 本名：John Alexander McGeoch
- デイヴ・フォーミュラ（Dave Formula、1946年8月11日 - ）：キーボード 本名：David Tomlinson
- バリー・アダムソン（Barry Adamson、1958年6月11日 - ）：ベース
- ジョン・ドイル（John Doyle、1959年5月6日 - ）：ドラムス

1978年加入。マガジン解散後は、マッギオークらとジ・アーモリー・ショウ（The Armoury Show）を結成。同バンド解散後は収入面で不安定と感じた音楽業界を離れ、DTPの仕事をしていた。
- マーティン・ジャクソン（Martin Jackson、1955年8月30日 - ）：ドラムス

ファースト・アルバム『リアル・ライフ』リリース（1978年）後、バンドのドラマーの役割に留まらない活動をするためにバンドに不満があることを感じて脱退。その後、スウィング・アウト・シスターのメンバーとして活躍。ネオサイケの代表的バンドであるザ・カメレオンズ（The Chameleons）にも一時参加していた。
- ロビン・サイモン（Robin Simon、1956年7月12日 - ）：ギター 本名：Robert Simon

ウルトラヴォックスのギター。1980年のツアーに、直前に脱退したジョン・マッギオークの代打として参加。マッギオークを完璧に再現した演奏がメンバーを驚かせ、メディアからも絶賛された。その演奏はライブ・アルバム『プレイ』で聴くことができる。しかし、4枚目のアルバムのレコーディング・セッション中に同時進行で関わり始めたジョン・フォックスのアルバム制作との兼ね合いを迷う彼自身の姿が、彼の性格的問題とバンドとの音楽的相性の悪さが露呈したかのような印象をマガジンのメンバーに与え脱退。ちなみに彼は1978年のウルトラヴォックス加入前まで「NEO」のギタリストであり、そのバンドで1978年のマガジンのサポートアクトを務めたことがある。
- ベン・マンデルソン（Ben Mandelson、1953年10月6日 - ）：ギター

ラスト・アルバムとなった『マジック、マーダー・アンド・ザ・ウェザー』（1981年）録音に加入。マガジン解散後は、XTCの初期メンバーであるバリー・アンドリューズ率いるシュリークバックに参加。その後、3ムスタファズ3（3 Mustafa's 3）を率いる。ディヴォートの大学時代の学友でもあった。
- ボブ・ディッキンソン（Bob Dickinson、1955年8月30日 - ）：キーボード

マガジン結成時のオリジナル・キーボーディスト。ファースト・シングルの録音前に脱退。クラシック出身でロック演奏の経験が無かったキャリアが、本人とバンドメンバー双方にマガジンにいることに相応しくないという意識を生じさせたことが原因だった。
- ノコ（Noko、1962年2月1日 - ）：ギター 本名Norman Fisher-Jones

2009年の再結成に参加。再結成のためのギタリスト探しに難航していたメンバー達が白羽の矢を立てた（それでも彼に対する正式なオーディションは行われている）。デヴォートとのユニット「Luxuria」時代のパートナー。
1984年、ザ・キュアーのベーシストとしてキャリアをスタート。その後は脱退したアダムソンの後任としてピート・シェリー・バンドに在籍した関係から、1980年代を通してマガジンのメンバー達と交流があった。1990年代からアポロ440のギタリストとして活動中。
日本のギタリスト布袋寅泰と以前から交流があり、二人とも生年月日が同じであることを布袋自身が度々公言している。お互いを似たもの同士に感じることが多く、意気投合しているとのこと。2010年1月、マガジンの正式なメンバーとなった。
- ジョン・"スタン"・ホワイト（Jon "Stan" White）ベース

バリー・アダムソンの後任ベーシスト。2010年、デイヴ・フォーミュラの推薦により加入。
フェイスレス（Faithless）やグルーヴ・アルマダ（Groove Armada）のツアー・メンバーだった。

## ディスコグラフィ

### スタジオ・アルバム
- 『リアル・ライフ』 - Real Life (1978年)
- 『セカンドハンド・デイライト』 - Secondhand Daylight (1979年)
- 『ザ・コレクト・ユース・オブ・ソープ』 - The Correct Use of Soap (1980年)
- 『マジック、マーダー・アンド・ザ・ウェザー』 - Magic, Murder and the Weather (1981年)
- No Thyself (2011年)

### ライブ・アルバム
- 『プレイ』 - Play (1980年)
- 『ライヴ・イン・コンサート』 - BBC Radio 1 in Concert (1993年)
- Real Life & Thereafter (2009年)
- Live and Intermittent (2009年) ※未発表ライブ音源全17曲収録
- Once at the Academy (2016年) ※EP

### コンピレーション・アルバム
- After the Fact (1982年)

解散後にリリースされた編集盤。UK盤は10曲収録、USA盤は13曲収録でそれぞれ収録曲も異なる。
- Rays & Hail (1987年)

ベスト盤。「Shot by Both Sides」は、ファースト・シングルの音源で収録。
- Scree: Realities 1978-1981 (1991年)

ファースト・シングルA面と、アルバムとの重複音源を除くシングル集
- Where the Power Is (2000年)
- May Be It's Right to Be Nervous Now (2000年)

全シングル収録のCD2枚と、4度のジョン・ピール・セッションを収録したCD1枚からなる3枚組ボックスセット。
- The Complete John Peel Sessions (2008年)

上記3枚組ボックスセットから、ディスク3のジョン・ピール・セッション集のみ再リリースしたもの。
- Touch & Go: Anthology 02. 78–06. 81 (2009年)

2枚組のベスト盤。全30曲。

### シングル、EP
- "Shot by Both Sides" / "My Mind Ain't So Open" (1978年)
- "Touch & Go" / "Goldfinger" (1978年)
- "Give Me Everything" / "I Love You Big Dummy" (1978年)
- "Rhythm of Cruelty" / "TV Baby" (1979年)
- "A Song Under the FloorBoad" / "Twenty Years Ago" (1980年)
- "Thank You Falettinme Be Myself Again" / "Book" (1980年)
- "Upside Down" / "The Light Pours Out of Me"（1980年)
- "Sweetheart Contract" / "Feed the Enemy" / "Twenty Years Ago" / "Shot by Bothe Sides"（同年のマンチェスターでのライブ音源） (1980年)
- "About the Weather" / "In the Dark" / "Operative" (1981年)
- "Hello Mister Curtis (with apologies)" / "Holy Dotage" (2011年)

### 映像作品
- Magazine (1989年)

プロモーション・ビデオ集（VHS）
1. Motorcade 2. The Light Pours Out of Me 3. Touch and Go 4. Feed the Enemy 5. Cut-Out Shapes
- Real Life + Thereafter (2009年)

2009年2月に行われた再結成ツアーから、2月17日マンチェスター公演を完全収録（DVD）。限定版で2月13日ロンドン公演を収録したCD付きのものもリリースされている。

## 書籍
- Magazine - The Biography by Helen Chase

2009年に出版されたバイオグラフィー。インタビュー、バンド結成から2009年の再結成までのエピソード、アルバムアートワークの制作エピソード　未発表写真を収録。
- It Only Looks as If It Hurts - The Complete Lyrics 1976-1990

1990年刊のディヴォートによる歌詞全集。76年の"You Tear Me Up"（「Time's Up/Spiral Scratch」Buzzcocks）から90年の"Useless Love"（「Beast Box」Luxuria）までを収録。124ページ。